# Список постачання зброї та обладнання в Україну під час російського вторгнення

Країни, що надають військову допомогу Україні
Доставлено Україні важке озброєння
Доставлено Україні легке озброєння або боєприпаси
Доставлено Україні матеріальну військову допомогу нелетального характеру
Доставлено Україні нематеріальну військову допомогу
Україна

## Перебіг подій
Оскільки на Заході спершу вважали, що Україна буде не в змозі вести повномасштабну війну проти Росії, перша збройна допомога обмежувалася зброєю для партизанської боротьби. Разом із Великою Британією США перед вторгненням поставили ЗСУ декілька тисяч протитанкових систем Javelin і NLAW. США надали невелику кількість бронеавтомобілів HUMVEE і амуніції та навчали окремі українські підрозділи.
В лютому Польща доставила в Україну колону боєприпасів, а Чехія — кулемети, автоматичні та снайперські гвинтівки, пістолети та набої.
Додатковий пакет допомоги від США, ухвалений 16 березня, включав 900 ПЗРК «Стінгер», 2 тис. ПЗРК Javelin, 1 тис. одиниць легкого протиброньового озброєння та 6 тис. протиброньових систем АТ-4, 100 тактичних безпілотних літальних систем, 100 гранатометів, 5 тис. гвинтівок, 1 тис. пістолетів, 400 кулеметів та 400 дробовиків, понад 20 млн боєприпасів для стрілецької зброї, гранатометів та мінометів, 25 тис. бронежилетів і 25 тис. шоломів.
На початку березня Німеччина передала протитанкові гранатомети й 35 тис. шоломів. А 26 березня Німеччина доправила до України 1500 зенітно-ракетних комплексів «Стріла», 100 кулеметів MG3 і 8 млн набоїв для пістолетів, 350 тис. продуктових наборів, 50 медичних транспортних засобів і медикаменти. ООН (Болгарія, Словаччина та Польща) 1 березня виділили Україні 70 літаків МіГ-29 та Су-25, які базуються в Польщі.
На початку квітня Австралією було надіслано 20 бронетранспортерів Bushmaster, протитанкову зброю і амуніцію. Словаччина передала 8 квітня систему ППО С-300.
Сполучені Штати схвалили, щоб країни НАТО надавали військові літаки Україні. 8 березня польський уряд ухвалив рішення передати свої літаки МіҐ-29 у розпорядження американських військ на авіабазу Рамштайн і закликав інші країни НАТО зробити так само. Однак згодом Пентагон не підтримав такої схеми передачі. 7 квітня сенат США одностайно підтримав можливість ленд-лізу для України.
У квітні Росія посилила використання артилерії. Оскільки Україні бракувало снарядів для власного ракетного комплексу «Вільха», США, Канада і Австралія разом поставили 100 гаубиць М777. Використавши їх для стабілізації фронту, ЗСУ також отримали десятки інших різних систем від інших країн: CAESAR, ZUZANA, KRAB, М109 та ін. У травні–червні США також надали додатково 36 гаубиць М777.
Коли ЗСУ потопили крейсер «Москва» в червні за допомогою українських ракет «Нептун», Росія планувала операцію з прориву до Придністров'я з можливою атакою на Одесу. Україна отримала американські протикорабельні ракети Harpoon, оперуючи якими, повернула контроль над частиною Чорного моря й унеможливила висадку росіян в Одесі.
До липня Україна вже вичерпала майже весь запас далекобійних ракет до систем «Смерч», «Вільха» й «Точка-У», що перебували на її озброєнні. У середині червня США ухвалили рішення про постачання MLRS спільно з Великою Британією і Німеччиною. США мали поставити кілька HIMARS, а Велика Британія і Німеччина — М270, що надійшли наприкінці червня. Завдяки цій зброї Україна отримала значну перевагу, вражаючи ворожі цілі за 40–80 км від лінії фронту. Також, станом на серпень Україна отримала від союзників більше 1000 одиниць бронетехніки.
Від Польщі до листопада 2022 Україна отримала додаткові танки Т-72 та бойові машини піхоти БМП-1, самохідні гаубиці 2С1 «Гвоздика» та реактивні системи залпового вогню «Град», а також ракети класу «повітря-повітря» для літаків Міг-29 та Су-27.
17 квітня 2023 року стало відомо що Канада передасть Україні арештований російський літак Ан-124-100.
Окрім країн НАТО, Марокко також передало Україні 30 танків.
За час повномасштабної війни з Росією та, зокрема, зустрічей у форматі «Рамштайн», західні союзники створили дев'ять коаліцій для допомоги Україні різними видами озброєнь.
За 2024 рік Міністерство оборони допустило до експлуатації понад 1300 зразків озброєння та військової техніки, за 2023 — 405 зразків озброєння та військової техніки, зокрема 244 – вітчизняного виробництва.

### Спільна декларація про підтримку України
Спільна декларація про підтримку України — рамковий документ, підписаний лідерами країн Великої сімки (США, Японія, Німеччина, Велика Британія, Франція, Італія, Канада) і президентами Європейської ради та Європейської комісії на саміті НАТО у Вільнюсі 12 липня 2023 року.  Станом на січень 2025 року до декларації приєдналися ще 24 країни (всього 31).

## Угоди і контракти
| контракти укладені до 24.02.2022    | контракти укладені до 24.02.2022 | контракти укладені до 24.02.2022     | контракти укладені до 24.02.2022 | контракти укладені до 24.02.2022 |
| ----------------------------------- | -------------------------------- | ------------------------------------ | -------------------------------- | --- |
|                                     |                                  |                                      |                                  | |
| Франція                             | Airbus H125                      | гелікоптер                           | 9/24                             | на момент початку вторгнення було доставлено 7 одиниць, 2 отримані у березні 2023, 15 в процесі постачання                                                            |
| Франція                             | Airbus H225                      | гелікоптер                           | 10/16                            | на момент початку вторгнення було доставлено 10 одиниць |
| Франція                             | Airbus H145                      | гелікоптер                           | 10/15                            | 10 одиниць, постачання цих гелікоптерів було завершене за два місяці перед вторгненням, у жовтні 2024 стало відомо що поставлять п’ять гелікоптерів H145 замість Н225 |
| Туреччина                           | «Ада»                            | корвет                               | 0/4                              | на початок вторгнення відбувалося будівництво першого корабля, 02.10.22 спущений на воду перший корвет «Гетьман Іван Мазепа», 18.08.23 закладено другий корвет        |
| Франція                             | OCEA FPB 98 Mk. I                | патрульний катер                     | 6/20                             | у листопаді 2019 стало відомо про купівлю 20 патрульних кораблів французької компанії ОСЕА вартістю 136,5 млн євро                                                    |
| Естонія                             | Patrol 24 WP                     | аварійно-рятувальний катер           | 0/1                              | 1 штука, постачання повинно відбутися у 2023 році |
| Велика Британія                     | Sandown                          | тральщик-міношукач                   | 0/2                              | 2 одиниці, згідно конктракту підписаному наприкінці 2021 року |
| Велика Британія                     | FIAC                             | ракетний катер                       | 0/8                              | 8 одиниць, згідно конктракту підписаному наприкінці 2021 року |
| Україна                             | 1Л220УК «Зоопарк-3»              | контрбатарейний радар                | ?/10                             | 10 систем, початок постачання був запланований на 2020 рік |
|                                     |                                  |                                      |                                  | |
| контракти укладені після 24.02.2022 |                                  |                                      |                                  | |
|                                     |                                  |                                      |                                  | |
| Німеччина                           | RGW-90                           | ручний протитанковий гранатомет      | ?/5100                           | 5 100 одиниць Україна закупила безпосередньо у німецького виробника                                                                                                   |
| Польща                              | AHS Krab                         | 155-мм самохідна гаубиця             | ?/56                             | 56 одиниць, 01.06.22 підписано угоду вартістю близько 3 млрд злотих на придбання польських САУ                                                                        |
| Чехія                               | Dana                             | 152-мм самохідна гаубиця             | —                                | кількість закуплених машин та інші деталі угоди не розголошуються |
| Чехія                               | Dana-М2                          | 152-мм самохідна гаубиця             | —                                | кількість закуплених машин та інші деталі угоди не розголошуються |
| Словаччина                          | Zuzana 2                         | 155-мм самохідна гаубиця             | 8/8                              | 8 одиниць, 02.06.22 Україна і Словаччина підписали контракт на постачання, у січні 2023 отримано 8 з 8                                                                |
| Німеччина                           | PzH 2000                         | 155-мм самохідна гаубиця             | ?/100                            | 100 одиниць, 28.07.22 стало відомо про згоду Німеччини продати Україні                                                                                                |
| Німеччина                           | RCH 155                          | 155-мм самохідна гаубиця             | ?/18                             | 18 одиниць, 17.09.22 стало відомо про постачання, очікується у 2024                                                                                                   |
| США                                 | NASAMS                           | зенітний ракетний комплекс           | ?/6                              | 6 комплексів, 28.11.22 року стало відомо про постачання |
| Польща                              | M120 Rak                         | 120-мм самохідна мінометна установка | ?/24                             | 04.04.23 стало відомом про укладений контракт |
| Польща                              | KTO Rosomak                      | бронетранспортер                     | ?/200                            | 04.04.23 стало відомом про укладений контракт |

### Іноземне виробництво на території України

#### 2023
10 червня 2023 року стало відомо що Rheinmetall відкриє завод бронетехніки в Україні, де планують виробляти колісні бронетранспортери Fuchs і гусеничні бойові машин піхоти Lynx (станом на червень 2024 було оголошено про виробництво бойових машин піхоти Lynx, і випуск першої одиниці БМП протягом 2024 року). 20 липня стало відомо що оборонно-промисловий комплекс України співпрацюватиме з чеськими виробниками зброї з компаній CZUB та Sellier & Bellot. 19 серпня стало відомо що Україна і Швеція домовляються про спільне виробництво БМП CV 90. 3 жовтня 2023 року ДП «Антонов» і французька компанія Turgis & Gaillard підписали угоду про спільне виробництво безпілотника Aarok MALE. 7 грудня США оголосили про наміри виготовляти засоби ППО спільно з Україною. 8 грудня стало відомо що Україна разом з Milrem Robotics розроблятиме роботизовані системи.

#### 2024
9 січня 2024 року стало відомо що німецька боронна компанія Flensburger Fahrzeugbau Gesellschaft почала будівництво сервісного центру бронетехніки в Україні. 7 лютого на Київщині почалося будівництво заводських потужностей Baykar, з попереднім виробництвом близько 120 дронів щороку. Згідно інформації опублікованій у The Guardian в березні 2024 року, німецький оборонний гігант Rheinmetall почав побудувати в Україні щонайменше чотири заводи по виробництву озброєння. Компанія заявила, що заводи в Україні будуть виробляти снаряди, військову техніку, порох і зенітну зброю. 4 квітня Денис Шмигаль після зустрічі із латвійською колегою Евікою Сіліні повідомив що Україна і Латвія найближчим часом запустять спільне виробництво БпЛА. 14 квітня стало відомо що разом із південноафриканською компанією Paramount Group одним з українських підприємств було налагоджено ліцензійне виробництво машин Mbombe 6x6. Німецький виробник безпілотників Quantum-Systems відкриє виробництво і центр розробок в Україні, про що повідомили 18 квітня на сайті компанії. 10 травня канадський виробник бронемашин Roshel оголосив про плани розгорнути виробництво бронетехніки на території України. 15 травня під час загальних зборів компанії Rheinmetal було повідомлено що компанія Rheinmetall планує заснувати в Україні підприємство, яке спеціалізуватиметься на системах протиповітряної оборони. 7 червня франко-німецька збройова група KNDS офіційно оформлила створення дочірньої компанії в Україні. У серпні 2024 року стало відомо що Румунія планує спільно з Україною розробляти протикорабельні ракети «Нептун». 6 вересня стало відомо що США спільно з Україною працюють над розробкою «заміни» радянським зенітним системам С-300 та авіаційним ракетам Р-27. 7 вересня стало відомо що американська компанія D&M Holding Company відкрила на території України завод з виробництва боєприпасів. 2 жовтня Американська компанія AeroVironment підписала угоду з українською компанією щодо локалізації Switchblade 600. У жовтні BAE System оголосило про плани обслуговувати та локалізувати M777 в Україні. 2 листопада було оголошено що Бельгійська компанія Thales Belgium допоможе Україні у спільному виробництві ракет для протидії безпілотникам. 25 листопада було оголошено що німецький виробник роботизованих систем ARX Robotics відкриває офіс в Україні. 28 листопада фінська група Summa Defence оголосила про створення спільно з Україною заводу з виробництва безпілотників, з планами масштабного виробництва безпілотників у першій половині 2025 року.

#### 2025
28 лютого 2025 року стало відомо що норвезька оборонна компанія Kongsberg Defence & Aerospace, яка займається випуском боєприпасів для систем ППО NASAMS, планує створити спільне виробництво в Україні. 2 березня Україна та Велика Британія оголосили про старт спільного проєкту, в рамках якого наша країна отримає зенітні ракети Lightweight Multirole Missile) та технології їх виробництва. 22 березня в Україні було налагоджено виробництво боєприпасів до стрілецької зброї за чеською ліцензією. 17 травня стало відомо що Бельгія підтримує запуск виробничих потужностей з виробництва 70-мм ракет в Україні у співпраці з українськими компаніями. 25 травня стало відомо що Німецька компанія Quantum Systems локалізувала виробництво фюзеляжів для дронів Vector на своєму підприємстві в Україні. 26 травня стало відомо що в Україні вироблятимуть зенітні турелі для перехоплення дронів та крилатих ракет. 28 травня було оголошено що Німеччина планує профінансувати виробництво в Україні крилатих ракет з дальністю до 2500 км. 5 червня 2025 року стало відомо що канадський виробник бронемашин Roshel відкрив завод в Україні. 6 червня стало відомо що компанія Renault погодилася налагодити в Україні виробничі лінії дронів для потреб двох армій. До процесу також буде залучено компанії оборонно-промислового комплексу Франції. 23 червня стало відомо що Норвегія виготовлятиме надводні дрони в Україні. 25 червня стало відомо що в Данії спільно з Україною вироблятимуть ракети і дрони. 30 червня стало відомо що німецька компанія Quantum Systems запустить виробництво дронів Twister на українських потужностях. 3 липня стало відомо що Україна й американська компанія Swift Beat підписали угоду про спільне виробництва безпілотних систем. 3 серпня було оголошено про те що французька компанія Texelis повідомила про підписання меморандуму з неназваним українським оборонним партнером щодо створення лінійки броньованих машин в Україні.

## Постачання за типом

Країни, що постачають Україні техніку й зброю

### Пілотована авіація
| тип            | отримано | трофеї | всього |
| -------------- | -------- | ------ | ------ |
| гелікоптерів   | 49/67+   | 1      | 50/68+ |
| літаків        | 19/31    | —      | 19/31  |
|                |          |        |        |
| Mi-8/Мі-17     | 44       | 1      | 45     |
| Мі-2/ Мі-2АМ-1 | 5/8      | —      | 5/8    |

### БпЛА
| отримано   | тип                                | трофеї | всього     |
| ---------- | ---------------------------------- | ------ | ---------- |
| 5400/5700+ | загалом БпЛА                       | 82     | 5500/5800+ |
|            |                                    |        |            |
| 2300/2600+ | багатоцільовий/розвідувальний БпЛА | 79     | 2400/2700+ |
| 3050+      | баражуючий боєприпас               | 3      | 3050+      |
| 58+        | ударний БпЛА                       | —      | 58+        |
|            |                                    |        |            |
| 1500+      | Phoenix Ghost                      | —      | 1500+      |
| 700+       | Switchblade                        | —      | 700+       |
| 350        | Autel EVO                          | —      | 350        |
| 300        | DefendTex D40                      | —      | 300        |
| 108+       | Warmate                            | —      | 108+       |
| 100        | Quantix Recon UAS                  | —      | 100        |
| 58+        | Bayraktar TB2                      | —      | 58+        |
| —          | Орлан-10                           | 51     | 51         |

### Артилерія
| тип, калібр                              | отримано   | трофеї    | всього     |
| ---------------------------------------- | ---------- | --------- | ---------- |
| <100                                     | 218+       | 5+        | 223+       |
| 100-150                                  | 401/605+   | 75        | 476/680+   |
| 150>                                     | 525/690+   | 125       | 650/815+   |
| системи M142 та M270                     | 65         | —         | 65         |
| інші РСЗВ та установки некерованих ракет | 87+        | 45+       | 132+       |
| ОТРК та ракетні системи                  | 6          | —         | 6          |
|                                          |            |           |            |
| загалом                                  | 1302/1671+ | 250       | 1552/1921+ |
|                                          |            |           |            |
| L119                                     | L119       | L119      | 199        |
| M777                                     | M777       | M777      | 170        |
| AHS Krab                                 | AHS Krab   | AHS Krab  | 74         |
| M109                                     | M109       | M109      | 167+       |
| 2А18 Д-30                                | 36         | 26        | 62         |
| БМ-21 «Град»                             | 21+        | 28        | 49+        |
| 2С19 «Мста-С»                            | —          | 44        | 44         |
| HIMARS                                   | HIMARS     | HIMARS    | 39         |
| CAESAR                                   | CAESAR     | CAESAR    | 49/127     |
| 2С3 «Акація»                             | —          | 31        | 31         |
| AS-90                                    | AS-90      | AS-90     | 32         |
| PzH 2000                                 | PzH 2000   | PzH 2000  | 28/128     |
| MRLS M270                                | MRLS M270  | MRLS M270 | 27         |
| 2С1 «Гвоздика»                           | 21+        | 6         | 27+        |
| Zuzana 2                                 | Zuzana 2   | Zuzana 2  | 8/35       |

### Танки
| тип                                          | отримано | трофеї | всього     |
| -------------------------------------------- | -------- | ------ | ---------- |
| танки радянського зразку                     | 521/576+ | 495    | 1016/1071+ |
| танки західного зразку                       | 150/322  | —      | 150/322    |
|                                              |          |        |            |
| загалом                                      | 671/898+ | 495    | 1166/1393+ |
|                                              |          |        |            |
| M1 Abrams                                    | 31       | —      | 31         |
| Challenger 2                                 | 28       | —      | 28         |
| Leopard 2                                    | 61/85    | —      | 61/85      |
| Leopard 1A5                                  | 30/178+  | —      | 30/178+    |
| Т-90                                         | —        | 15     | 15         |
| Т-80                                         | —        | 169    | 169        |
| PT-91                                        | 60       |        | 60         |
| T-72                                         | 433/488+ | 307    | 740/795+   |
| Т-64                                         | —        | 4      | 4          |
| M-55S                                        | 28       | —      | 28         |
|                                              |          |        |            |
| Т-62 (деякі використовується як БРЕМ та БМП) | —        | 39     | 39         |

### Бронетехніка
| тип                                 | отримано                        | трофеї                          | всього     |
| ----------------------------------- | ------------------------------- | ------------------------------- | ---------- |
| бойова машина піхоти                | 480/575+                        | 424                             | 900/1005+  |
| MRAP                                | 1000+                           | —                               | 1000+      |
| бронетранспортер медичної евакуації | 100+                            | —                               | 100+       |
| бронетранспортер                    | 1280/1290+                      | 488                             | 1760/1780+ |
| бронеавтомобіль                     | 2790/3280+                      | 54                              | 2840/3330+ |
| інші                                | 240/350                         | 69+                             | 310/420+   |
|                                     |                                 |                                 |            |
| загалом                             | 5440/6625+                      | 1035+                           | 6440/7625+ |
|                                     |                                 |                                 |            |
| Bradley M2A2 ODS                    | Bradley M2A2 ODS                | Bradley M2A2 ODS                | 186        |
| YPR-765                             | YPR-765                         | YPR-765                         | 207        |
| Marder 1A3                          | Marder 1A3                      | Marder 1A3                      | 90/120     |
| CV 90                               | CV 90                           | CV 90                           | 50/85      |
| KTO Rosomak                         | KTO Rosomak                     | KTO Rosomak                     | 100/200    |
| БМП-1                               | 296+                            | 89                              | 385+       |
| HMMWV                               | HMMWV                           | HMMWV                           | 2050+      |
| M113                                | M113                            | M113                            | 584/604+   |
| броньований Land Rover Defender     | броньований Land Rover Defender | броньований Land Rover Defender | 500        |
| Stryker                             | Stryker                         | Stryker                         | 189        |
| FV103 Spartan                       | FV103 Spartan                   | FV103 Spartan                   | 97         |
| LAV 6 ACSV                          | LAV 6 ACSV                      | LAV 6 ACSV                      | 39/89      |
| M1117                               | M1117                           | M1117                           | 250        |
| МТ-ЛБ                               | —                               | 227                             | 227        |
| Senator APC                         | Senator APC                     | Senator APC                     | 208        |
| BMC Kirpi 4x4                       | BMC Kirpi 4x4                   | BMC Kirpi 4x4                   | 200        |
| Cougar                              | Cougar                          | Cougar                          | 140        |
| БТР-82                              | —                               | 118                             | 118        |
| Grenzschutzfahrzeuge                | Grenzschutzfahrzeuge            | Grenzschutzfahrzeuge            | 260/500    |
| International MaxxPro               | International MaxxPro           | International MaxxPro           | 440        |
| Iveco LMV                           | Iveco LMV                       | Iveco LMV                       | 95         |
| Bushmaster PMV                      | Bushmaster PMV                  | Bushmaster PMV                  | 90         |

### Протиповітряна зброя
| тип                                         | отримано               | трофеї                 | всього |
| ------------------------------------------- | ---------------------- | ---------------------- | ------ |
| системи середнього та дальнього радіусу дії | 9/38                   | —                      | —      |
|                                             |                        |                        |        |
| системи малого радіусу дії                  | 58+                    | —                      | —      |
| переносні зенітно-ракетний комплекси        | 6000+                  | —                      | —      |
| зенітні гармати та установки                | 520/650+               | —                      | —      |
|                                             |                        |                        |        |
| MIM-104 Patriot                             | MIM-104 Patriot        | MIM-104 Patriot        | 3      |
| NASAMS                                      | NASAMS                 | NASAMS                 | 2/19   |
| IRIS-T SLM                                  | IRIS-T SLM             | IRIS-T SLM             | 9/12   |
| IRIS-T SLS                                  | IRIS-T SLS             | IRIS-T SLS             | 1/12   |
| Skynex                                      | Skynex                 | Skynex                 | 1/4    |
| Aspide                                      | Aspide                 | Aspide                 | 1/10   |
| SAMP-T                                      | SAMP-T                 | SAMP-T                 | 1/1    |
| С-300 ПМУ                                   | С-300 ПМУ              | С-300 ПМУ              | 1      |
| MIM-23 Hawk                                 | MIM-23 Hawk            | MIM-23 Hawk            | 4/6    |
|                                             |                        |                        |        |
| Stormer HVM                                 | Stormer HVM            | Stormer HVM            | 40     |
| 9К35 «Стріла-10»                            | 10+                    | 4                      | 14+    |
| AN/TWQ-1 Avenger                            | AN/TWQ-1 Avenger       | AN/TWQ-1 Avenger       | 12     |
| 9К33 «Оса»                                  | 2+                     | 2                      | 4+     |
| 2К12 «Куб»                                  | 2К12 «Куб»             | 2К12 «Куб»             | 2      |
|                                             |                        |                        |        |
| 9K32 «Стріла-2»                             | 9K32 «Стріла-2»        | 9K32 «Стріла-2»        | 3326+  |
| FIM-92 «Stinger»                            | FIM-92 «Stinger»       | FIM-92 «Stinger»       | 2662+  |
| Mistral 2S                                  | Mistral 2S             | Mistral 2S             | 100    |
|                                             |                        |                        |        |
| Zastava M55                                 | Zastava M55            | Zastava M55            | 200+   |
| Viktor                                      | Viktor                 | Viktor                 | 115    |
| Flakpanzer Gepard                           | Flakpanzer Gepard      | Flakpanzer Gepard      | 52/67  |
| PTRL Cheetah                                | PTRL Cheetah           | PTRL Cheetah           | ?/60   |
| Bofors 40L70                                | Bofors 40L70           | Bofors 40L70           | 18+    |
| інші зенітні установки                      | інші зенітні установки | інші зенітні установки | 287+   |

### Військова електроніка
| тип                          | отримано  | трофеї    | всього   |
| ---------------------------- | --------- | --------- | -------- |
| радари                       | 109/124+  | —         | 109/124+ |
| контрбатарейні та РЛС засоби | 76+       | 4         | 80+      |
|                              |           |           |          |
| AN/TPQ-36                    | AN/TPQ-36 | AN/TPQ-36 | 76       |
| AN/MPQ-64                    |           |           | 76       |
| TRML-4D                      | TRML-4D   | TRML-4D   | 1/9      |
| COBRA                        | COBRA     | COBRA     | 1        |
| РБ-301Б «Борисоглебськ-2»    | —         | 2         | 2        |
| Фара                         | —         | 2         | 2        |

### Протитанкова зброя
| тип               | отримано |
| ----------------- | -------- |
| загалом           | 115 400+ |
|                   |          |
| AT4               | 15 000+  |
| M72 LAW           | 12 700+  |
| RGW 90 Matador    | 10 844   |
| NLAW              | 10 219+  |
| FGM-148 «Javelin» | 8 622+   |
| Instalaza C90     | 1 370    |
| Panzerfaust 3     | 1 300    |
| РПГ-18 «Муха»     | 1 100    |
| Carl Gustaf       | 100      |

### Ракетна зброя та боєприпаси
| тип                                             | к-ть         |
| ----------------------------------------------- | ------------ |
| 155-мм артилерійський постріл                   | 1 708 500+   |
| 105-мм артилерійський постріл                   | 400 000+     |
|                                                 |              |
| 155-мм артилерійський постріл оснащений мінами  | 12 000+      |
| 155-мм високоточний артилерійський постріл      | 6 225+       |
|                                                 |              |
| 152-мм артилерійський постріл                   | 49 000+      |
| 122-мм постріли до РСЗВ                         | 124 100+     |
| 122-мм артилерійський постріл                   | 20 000+      |
| 120-мм артилерійський постріл                   | 12 000+      |
| артилерійський постріл не встановленого калібру | 101 700+     |
|                                                 |              |
| мінометний постріл (в тому числі 120-мм)        | 300 000+     |
| гранатометний постріл                           | 400 500+     |
|                                                 |              |
| 125-мм набої до танків                          | 100 000+     |
| 120-мм набої до танків                          | 120 000+     |
| 25-мм набої до M2 Bradley                       | 1 500 000    |
|                                                 |              |
| набої до зенітної зброї                         | 257 220+     |
| набої для стрілецької зброї                     | 201 470 000+ |

### Автотранспорт
| тип                              | отримано             | трофеї               | всього     |
| -------------------------------- | -------------------- | -------------------- | ---------- |
| важка та спеціальна автотехніка  | 1400/2100+           | 403                  | 1800/2500+ |
| медична і рятувальна автотехніка | 540/560+             | —                    | 540/560+   |
| легкова автотехніка              | 70000+               | —                    | 70000+     |
|                                  |                      |                      |            |
| Iveco VM90                       | Iveco VM90           | Iveco VM90           | 0/500      |
| Iveco ACL 90                     |                      |                      | 0/500      |
| Renault TRM 2000                 |                      |                      | 0/500      |
| DAF YA-4442                      | DAF YA-4442          | DAF YA-4442          | 300        |
| DAF YAZ-2300                     |                      |                      | 300        |
| Leyland DAF 45.150               | Leyland DAF 45.150   | Leyland DAF 45.150   | 91/300     |
| Oshkosh FMTV M1083               | Oshkosh FMTV M1083   | Oshkosh FMTV M1083   | 298        |
| Mercedes-Benz Zetros             | Mercedes-Benz Zetros | Mercedes-Benz Zetros | 60/200     |
| MAN HX 8×8                       | MAN HX 8×8           | MAN HX 8×8           | 26         |
| MAN HX 81                        | MAN HX 81            | MAN HX 81            | 12/90      |
| Oshkosh M1070                    | Oshkosh M1070        | Oshkosh M1070        | 15/16      |

### Плавзасоби
| тип                             | отримано                        | трофеї                          | всього |
| ------------------------------- | ------------------------------- | ------------------------------- | ------ |
| бойові кораблі                  | 0/4                             | —                               | 0/4    |
| допоміжні судна                 | 0/4                             | —                               | 0/4    |
| катери                          | 72/118                          | 2                               | 74/120 |
| безпілотні плавзасоби           | 14+                             | —                               | 14+    |
|                                 |                                 |                                 |        |
| SeaArk Dauntless                | SeaArk Dauntless                | SeaArk Dauntless                | 62     |
| OCEA FPB 98 Mk. I               | OCEA FPB 98 Mk. I               | OCEA FPB 98 Mk. I               | 8/20   |
| Mark VI                         | Mark VI                         | Mark VI                         | 0/24   |
| корвет типу «Ада»               | корвет типу «Ада»               | корвет типу «Ада»               | 0/4    |
| тральщик-шукач мін типу Sandown | тральщик-шукач мін типу Sandown | тральщик-шукач мін типу Sandown | 0/2    |
| тральщик-шукач мін типу Alkmaar | тральщик-шукач мін типу Alkmaar | тральщик-шукач мін типу Alkmaar | 0/2    |

### ІТ та інші послуги
29 травня 2023 стало відомо що Американська ІТ-компанія Palantir Technologies Inc та Мінцифри оголосили про партнерство, яке допоможе використовувати технології компанії для підтримки оборони України.
2 червня стало відомо що українські та ізраїльські військові спільно працюють на території Польщі над впровадженням в Україні системи оповіщення про повітряну небезпеку. 11 липня стало відомо що Австралія відправить літак-розвідник E-7A Wedgetail для допомоги Україні. 26 липня стало відомо що українські інженери в рамках ініціативи випробовують обладнання для постановки радіоелектронних перешкод (РЕБ) проти ворожих дронів-камікадзе.
19 вересня була створена ІТ-коаліція, яка підтримуватиме Збройні сили України в кіберсфері.

## Загальна військово-фінансова допомога
09.02.23 стало відомо що союзники по НАТО від початку повномасштабного вторгнення Росії надали Україні військової, гуманітарної та фінансової допомоги на загальну суму близько 120 млрд доларів США. Станом на 08.03.23 стало відомо що ця сума вже складає 150 млрд доларів, з них військової допомоги 65 млрд доларів.
 09.05.22 президент США Джо Байден підписав закон про ленд-ліз для оборони демократії Україною від 2022 року. Станом на 03.02.23 загальний обсяг військової допомоги від США з 24.02.22 склав 29.3 млрд доларів.
PDA (Presidential Drawdown Authority) — вилучення озброєння з запасів ЗС США, USAI (Ukraine Security Assistance Initiative) та FMF (Foreign Military Financing) середньо- та довгострокові постачання, суми вказані у млн доларів.
17.05.23 під час брифінгу в Одесі повідомив колишній спецпредставник Держдепу США з питань України Курт Волкер повідомив що на 2024 рік США для України готують пакет на 60 млрд доларів.
| PDA (2022)        | PDA (2022) | PDA (2022) | PDA (2022) | PDA (2022) | PDA (2022) | PDA (2022) | PDA (2022) | PDA (2022) | PDA (2022) | PDA (2022) | PDA (2022) | PDA (2022) | PDA (2022) | PDA (2022) | PDA (2022) | PDA (2022) | PDA (2022) | PDA (2022) | PDA (2022) | PDA (2022) | PDA (2022) | PDA (2022) | PDA (2022) | PDA (2022) | PDA (2022) |
| ----------------- | ---------- | ---------- | ---------- | ---------- | ---------- | ---------- | ---------- | ---------- | ---------- | ---------- | ---------- | ---------- | ---------- | ---------- | ---------- | ---------- | ---------- | ---------- | ---------- | ---------- | ---------- | ---------- | ---------- | ---------- | ---------- |
| 25.02.22          | 12.03.22   | 16.03.22   | 05.04.22   | 13.04.22   | 21.04.22   | 06.05.22   | 19.05.22   | 31.05.22   | 15.06.22   | 23.06.22   | 01.07.22   | 08.07.22   | 22.07.22   | 01.08.22   | 08.08.22   | 19.08.22   | 08.09.22   | 15.09.22   | 04.10.22   | 14.10.22   | 28.10.22   | 10.11.22   | 23.11.22   | 09.12.22   | 21.12.22   |
| 350               | 200        | 800        | 100        | 800        | 800        | 150        | 100        | 700        | 350        | 450        | 50         | 400        | 270        | 550        | 1000       | 775        | 675        | 600        | 625        | 725        | 275        | 400        | 400        | 275        | 1800       |
| USAI & FMF (2022) |            |            |            |            |            |            |            |            |            |            |            |            |            |            |            |            |            |            |            |            |            |            |            |            |            |
|                   |            |            | 01.04.22   |            | 24.04.22   |            |            |            | 15.06.22   |            | 01.07.22   |            |            |            |            | 24.08.22   | 08.09.22   | 28.09.22   |            |            |            | 04.11.22   | 04.11.22   |            |            |
| 300               | 322        | 650        | 770        | 2980       | 1000       | 1100       | 400        | 225        |            |            |            |            |            |            |            |            |            |            |            |            |            |            |            |            |            |

| PDA (2023)        | PDA (2023) | PDA (2023) | PDA (2023) | PDA (2023) | PDA (2023) | PDA (2023) | PDA (2023) | PDA (2023) | PDA (2023) | PDA (2023) | PDA (2023) | PDA (2023) | PDA (2023) | PDA (2023) | PDA (2023) | PDA (2023) | PDA (2023) | PDA (2023) | PDA (2023) | PDA (2023) | PDA (2023) | PDA (2023) | PDA (2023) | PDA (2023) | PDA (2023) | PDA (2023) | PDA (2023) |
| ----------------- | ---------- | ---------- | ---------- | ---------- | ---------- | ---------- | ---------- | ---------- | ---------- | ---------- | ---------- | ---------- | ---------- | ---------- | ---------- | ---------- | ---------- | ---------- | ---------- | ---------- | ---------- | ---------- | ---------- | ---------- | ---------- | ---------- | ---------- |
| 06.01.23          | 19.01.23   | 25.01.23   | 03.02.23   | 20.02.23   | 03.03.23   | 20.03.23   | 04.04.23   | 19.04.23   |            | 21.05.23   | 31.05.23   | 13.06.23   | 27.06.23   | 07.07.23   | 25.07.23   | 14.08.23   | 29.08.23   | 06.09.23   |            | 21.09.23   | 11.10.23   | 26.10.23   | 02.11.23   | 20.11.23   | 06.12.23   | 12.12.23   | 27.12.23   |
| 2850              | 2500       | 400        | 425        | 460        | 400        | 350        | 500        | 325        | 375        | 300        | 325        | 500        | 800        | 400        | 200        | 250        | 175        | 325        | 200        | 150        | 125        | 100        | 175        | 200        | 250        |            |            |
| USAI & FMF (2023) |            |            |            |            |            |            |            |            |            |            |            |            |            |            |            |            |            |            |            |            |            |            |            |            |            |            |            |
| 06.01.23          |            |            | 03.02.23   | 24.02.23   |            |            | 04.04.23   |            | 09.05.23   |            |            | 09.06.23   |            |            |            |            |            | 06.09.23   | 07.09.23   |            |            |            | 02.11.23   |            |            |            |            |
| 225               | 1750       | 2000       | 2100       | 1200       | 2100       | 100        | 600        | 300        |            |            |            |            |            |            |            |            |            |            |            |            |            |            |            |            |            |            |            |

| PDA (2024)        | PDA (2024) | PDA (2024) |
| ----------------- | ---------- | ---------- |
|                   | 12.03.23   |            |
| 300               |            |            |
| USAI & FMF (2024) |            |            |
|                   |            |            |

 27.12.22 стало відомо що понад чверть німецького експорту зброї у 2022 році було відправлено в Україну. 06.03.23 стало відомо що Німеччина виділила 2 млрд євро у 2022 році. 29.03.23 стадо відомо про збільшення подальшої допомоги з 3 до понад 15 мільярдів євро. 14.08.23 стало відомо що Німеччина заклала 5 млрд євро щорічної військової допомоги Україні до 2027 року. 11.11.23 стало відомо що у новій редакції проєкту німецького держбюджету на 2024 подвоєні видатки на військову допомогу Україні з 4 млрд євро до 8.
 06.02.23 стало відомо про оголошення нового п'ятирічного пакету допомоги Україні розміром 75 млрд норвезьких крон (7.3 млрд доларів).
 19.02.23 стало відомо що Чехія загалом передала Україні зброї на понад 2.3 млрд євро.
 29.12.22 року стало відомо що Британія в 2023 році виділить 2.3 млрд фунтів на підтримку України.
 19.12.22  стало відомо що Польща надала військової допомоги Україні щонайменше на 2 млрд доларів.
 05.11.22 стало відомо про виділення Україні пакету військової допомоги у розмірі 120 мільйонів євро. 23.12.22 стало відомо що Нідерланди виділять Україні 2.5 млрд євро у 2023 році на військові та гуманітарні потреби. 07.02.23 стало відомо що від початку вторгнення військова допомога Нідерландів сягнула 1.07 млрд євро. 28.02.23 стало відомо що нідерландська благодійна платформа Giro555 зібрала понад 183 млн євро на допомогу Україні.
 25.08.22 стало відомо що авіаційний загін канадських військ на Близькому Сході передислокується до Великої Британії щоб доставляти військову допомогу для України. 26.09.22 Канада надала додатковий (3-й) літак Lockheed C-130 Hercules. 27.03.23 стало відомо що Канада заклала 1.8 млрд доларів США на підтримку України у 2023 році.
 Болгарія офіційно відмовилася від постачання зброї в Україну, однак в Україні були помічені болгарські танки Т-72М1, гармати Д-20 та РСЗВ БМ-21 «Град». Також є інформація про постачання Су-25. 02.12.22 стало відомо що у рамках оборонної допомоги Болгарія передасть Україні стрілецьку зброю та боєприпаси. Станом на 20.12.22 року Болгарія надала Україні допомоги на 292 млн доларів. 18.01.23 стало відомо що близько третини боєприпасів, необхідних українській армії на ранньому етапі війни, надходили з Болгарії. 06.03.23 стало відомо що Болгарія за рік через посередників відправила Україні озброєння на 1 млрд доларів.
 23.01.23 стало відомо що Естонія виділить повий пакет військової допомоги для української армії вартістю 113 млн євро, а загальна військова допомога Україні перевищила 1% ВВП Естонії. 9 січня 2024 року премʼєр-міністерка Естонії Кая Каллас повідомила, що влада має намір упродовж наступних чотирьох років надавати Києву військову допомогу у розмірі 0,25 відсотка свого валового внутрішнього продукту.
 24.12.22 стало відомо що Від початку повномасштабної війни Литва надала Україні військової допомоги на 283 млн євро, а наступного року ця сума зросте ще на 40 млн.
 25.01.23 стало відомо що військова допомога Латвії Україні досягла 1% від латвійського ВВП, або 300 млн євро.
 Починаючи з 24.03.22 відбулися постачання військової допомоги з Фінляндії. Станом на березень 2023 року готувався 14-ий пакет допомоги а загальна сума допомоги перевищила 750 млн євро.
 16.11.22 стало відомо що Швеція надасть Україні засоби ППО в рамках пакета допомоги на 287 млн доларів, 19.01.23 було оголошено про 10-й пакет військової допомоги у розмірі 4.3 млрд крон, 09.02.23 стало відомо про новий пакет військової допомоги на суму 400 мільйонів доларів.
 22.12.22 стало відомо що Данія виділяє 43 млн доларів на закупівлю зброї для України. 15.03.23 стало відомо що Данія погодила створення фонду на 1 млрд доларів для допомоги Україні.
 Було виділено шість пакетів військової допомоги з початку вторгнення: 27.02.22, 25.04.22, 19.05.22, 31.07.22, 05.10.22, 04.11.22.
 28.07.23 стало відомо що міністерство оборони Франції відзвітувало про передачу Україні озброєння на суму 640 мільйонів євро за 2022 рік.
 Станом на 06.10.22 Іспанія направила 31 літак з допомогою. 17.01.23 стало відомо що Іспанія в 2022 році надала Україні військову допомогу на понад 300 млн євро.
 Європейський Союз виділив сім траншів військової допомоги по 500 млн євро: 28.02.22, 23.03.22, 13.04.22, 24.05.22, 18.07.22, 17.10.22, 23.01.22. 19.02.23 стало відомо що Європейський Союз терміново вивчає можливості країн-членів об'єднатися для закупівлі боєприпасів для допомоги Україні, у тому числі спільною закупівлею 155-мм артилерійських снарядів. 08.03.23 стало відомо що ЄС погодив виділення додаткових 2 млрд євро для Європейського фонду миру, з якого фінансують військову допомогу країн-членів для України. 09.03.23 стало відомо що ЄС підтримав спільну купівлю боєприпасів для допомоги Україні на 1 млрд євро.

#### Інші
01.03.22 стало відомо про постачання військових вантажів із Північної Македонії. 01.03.22 стало відомо що Ісландія направила транспортний літак для транспортування вантажів до України. 17.03.22 міністр оборони Албанії повідомив що до України було відправлено зброю. 11.04.22 Нова Зеландія направила літак C-130 для транспортування допомоги Україні. 19.04.22 Румунія змінила законодавство щоб передати озброєння із резервів деяких установ системи національної оборони. 26.04.22 відбулася зустріч голів оборонних відомств понад 40 держав, присвячена військовій допомозі Україні на авіабазі Рамштайн. 23.05.22 відбулася друга зустріч голів оборонних відомств, присвячена військовій допомозі Україні на авіабазі Рамштайн. 15.06.22 відбулася третя зустріч присвячена допомозі Україні на авіабазі Рамштайн. 20.07.22 була анонсована четверта зустріч, більш відома як «формат Рамштайн». 04.08.22 стало відомо про постачання фургонів та дронів з Японії. 11.08.22 на конференції в Копенгагені донори вирішили надати Україні понад 1.5 млрд євро. 08.09.22 контактна група з питань оборони України зібралася на п'яту зустріч на авіабазі Рамштайн у Німеччині. 29.09.22 стало відомо що Південна Корея через Чехію відправить Україні озброєння на 2,9 млрд доларів. 12.10.22 відбулося шосте засідання «Рамштайн». 16.11.22 вудбувся «Рамштайн 7». 03.12.22 стало відомо що Європейський Союз створив кіберлабораторію для Збройних Сил України. 20.01.23 відбулася зустріч «Рамштайн 8». 24.01.23 стало відомо що Швейцарія готується розблокувати реекспорт своїх озброєнь до України. На 14.02.23 запанована зустріч «Рамштайн 9» у штаб-квартирі НАТО. 17.02.23 стало відомо що Люксембург створив підрозділ для закупівлі зброї для України. 15.03.23 стало відомо що Ізраїль схвалив постачання Україні антидронових систем. 22.03.23 глава японського уряду Фуміо Кішіда заявив що Японія виділить $30 млн на нелетальне озброєння для України.